# Конституционная партия (Эстония)
Конституцио́нная па́ртия (эст. Konstitutsioonierakond) — политическая партия в Эстонии, до февраля 2006 г. называвшаяся Объединенной народной партией Эстонии (эст. Eestimaa Ühendatud Rahvapartei). Основана в 1994 г. Последний председатель — Сергей Юргенс. В 1999—2003 гг. была представлена 6 депутатами в парламенте, затем представлена в ряде самоуправлений. На парламентских выборах в 2003 г. получила 2,2 % голосов, в 2007 г. — 1,0 %. Пользовалась поддержкой преимущественно среди русскоязычных жителей Эстонии. В 2008 г. заключила договор об объединении с Левой партией Эстонии в Объединённую левую партию Эстонии.

## Председатели
- Виктор Андреев — 1994—2002
- Евгений Томберг — 2002—2006
- Андрей Заренков — 2006—2007
- Сергей Юргенс — 2007—2008